# وارد وود
وارد وود (بالإنجليزية: Ward Wood)‏ هو كاتب سيناريو وممثل أمريكي، ولد في 8 أبريل 1924 بلوس أنجلوس في الولايات المتحدة، وتوفي في 3 نوفمبر 2001 في الولايات المتحدة.

## وصلات خارجية
- وارد وود على موقع IMDb (الإنجليزية)
- وارد وود على موقع قاعدة بيانات الفيلم (الإنجليزية)